# Siarhei Novikau
Siarhei Novikau –en bielorruso, Сяргей Новікаў; en ruso, Сергей Новиков, Serguéi Nóvikov– (Minsk, URSS, 29 de junio de 1989) es un deportista bielorruso que compite en boxeo. Ganó una medalla de bronce en el Campeonato Europeo de Boxeo Aficionado de 2013, en el peso semipesado.
En agosto de 2008 disputó su primera pelea como profesional. En su carrera profesional tuvo en total 10 combates, con un registro de 10 victorias y 0 derrotas.

## Palmarés internacional
| Campeonato Europeo | Campeonato Europeo  | Campeonato Europeo | Campeonato Europeo |
| Año                | Lugar               | Medalla            | Categoría          |
| ------------------ | ------------------- | ------------------ | ------------------ |
| 2013               | Minsk (Bielorrusia) | Medalla de bronce  | 81 kg              |